# 埃尔布赖
埃尔布赖（法語：Erbray，法語發音：[ɛʁbʁɛ] ⓘ）是法国大西洋卢瓦尔省的一个市镇，位于该省东北部，属于沙托布里扬-昂斯尼区。

## 地理
埃尔布赖（47°39'21"N, 1°19'4"W）面积58.18 平方千米，位于法国卢瓦尔河地区大区大西洋卢瓦尔省，该省份为法国西北部沿海省份，位于布列塔尼半岛东南部，北起伊勒-维莱讷省，西北接莫尔比昂省，西临大西洋，南至旺代省，东临曼恩-卢瓦尔省。
与埃尔布赖接壤的市镇（或旧市镇、城区）包括：沙托布里扬、瑞涅德穆捷、卢伊费尔、穆瓦东拉里维耶尔、小欧韦内、圣于连德武旺特、苏当。

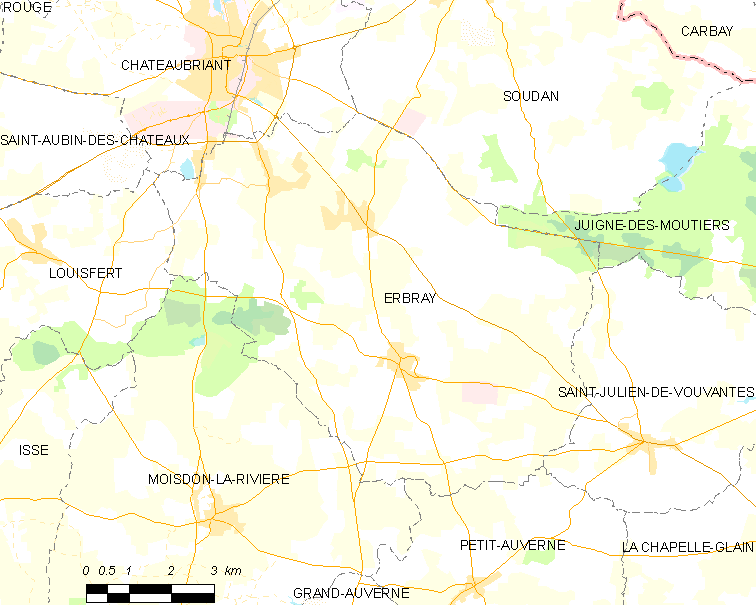
埃尔布赖的OSM定位图

埃尔布赖的时区为UTC+01:00、UTC+02:00（夏令时）。

## 行政
埃尔布赖的邮政编码为44110，INSEE市镇编码为44054。

## 政治
埃尔布赖所属的省级选区为沙托布里扬县。

## 人口

1962-2008年间埃尔布赖人口变化图示

埃尔布赖于2022年1月1日时的人口数量为3062人。

## 交通
卢瓦尔-大西洋省省道D14线、D32线、D40线、D122线、D163线和D178线经过境内。